# 諏訪頼郷
諏訪 頼郷（すわ よりさと、慶長2年8月27日（1597年10月8日） - 寛文9年12月3日（1670年1月24日））は、江戸時代前期の武士。官位は従五位下・若狭守、土佐守。通称は蔵千代、小源太、隼人。
信濃国諏訪藩初代藩主諏訪頼水の次男、2代藩主諏訪忠恒の弟。母は本多康重の娘。正室は内藤政長の養女（正木康盛の娘）。子に頼音、頼常。
慶長17年（1612年）に将軍徳川秀忠に拝謁する。慶長19年（1614年）には土岐定義軍に属し大坂冬の陣に参戦する。慶長20年（1615年）の大坂夏の陣には兄の忠恒と共に供奉する。元和6年（1620年）御小姓組に列し、廩米500俵を賜り、翌年組頭となる。
慶安元年（1648年）3月28日に御書院番頭となり、慶安2年（1649年）10月13日付で旗本から転じて徳川綱重家老となり、武蔵国・上野国に3000石を領する。さらに寛文元年（1661年）には甲斐国巨摩郡・信濃国佐久郡に替地され、6000石を領する。寛文9年（1669年）没。享年73。法名は性言。麻布の春桃院に葬られた。